# Campeonato Mundial de Piragüismo en Eslalon de 1953
El III Campeonato Mundial de Piragüismo en Eslalon se celebró en Merano (Italia) el 31 de diciembre de 1953 bajo la organización de la Federación Internacional de Piragüismo (ICF) y la Federación Italiana de Piragüismo.
Las competiciones se realizaron en el canal de piragüismo en eslalon acondicionado en el río Passirio, al nordeste de la ciudad italiana.

## Medallistas

### Masculino
| Evento         | Oro | Plata | Bronce                                                                                                  |
| -------------- | --- | --- | --- |
| F1 individual  | Walter Kirschbaum RFA 330,1 s                                                                               | Rudolf Sausgruber · Austria · 333,3 s                                                                              | Milan Zadel Yugoslavia 333,5 s                                                                          |
| C1 individual  | Charles Dussuet · Suiza · 384,4                                                                             | Václav Nič Checoslovaquia 422,0                                                                                    | Vladimír Jirásek Checoslovaquia 449,2                                                                   |
| C2 individual  | Charles Dussuet · Jean Engler · Suiza · 354,6                                                               | Václav Nič Jan Šulc Checoslovaquia 363,6                                                                           | Pierre d'Alençon Jean-Luc Houssaye Francia 384,7                                                        |
| F1 por equipos | Franz Grafetsberger · Hans Herbist · Rudolf Sausgruber · Austria · 1020,6                                   | Günter Deuble Helmuth Setzkorn Hilmar Pawliczek RFA 1059,4                                                         | Karl Bruns Karl Rath Dieter Frank RFA 1112,6                                                            |
| C1 por equipos | Vladimír Jirásek Jan Šulc Stanislav Jánský Checoslovaquia 1321,8                                            | Jean-Paul Rössinger · Roland Bardet · Charles Dussuet · Suiza · 1670,0                                             | Jacques Marsigny Jacques Velard Pierre Biehler Francia 1713,2                                           |
| C2 por equipos | Francia René Gavinet / Simon Gavinet Claude Neveu / Roger Paris Pierre d'Alençon / Jean-Luc Houssaye 1440,0 | Suiza · Jean-Paul Rössinger / R. Junod · Pierre Rössinger / Pierre Dufour · Charles Dussuet / Jean Engler · 1466,4 | Checoslovaquia Josef Hendrych / Jiří Hradil Václav Havel / Jiří Pecka Miroslav Čihák / Jan Pecka 1537,6 |

### Femenino
| Evento         | Oro                                                                  | Plata                                                       | Bronce                                                                 |
| -------------- | -------------------------------------------------------------------- | ----------------------------------------------------------- | ---------------------------------------------------------------------- |
| F1 individual  | Friederike Schwingl · Austria · 3268 s                               | Eva Setzkorn RDA 339,9 s                                    | Dana Martanová Checoslovaquia 383,5 s                                  |
| F1 por equipos | Jaroslava Havlová Dana Martanová Květa Havlová Checoslovaquia 1222,2 | Anneliese Borwitz Eveline Pawliczek Eva Setzkorn RDA 1255,1 | Ulrike Werner · Gertrude Will · Friederike Schwingl · Austria · 1395,0 |

## Medallero
| Núm. | País           | Oro | Plata | Bronce | Total |
| ---- | -------------- | --- | ----- | ------ | ----- |
| 1    | Checoslovaquia | 2   | 2     | 3      | 7     |
| 2    | Suiza          | 2   | 2     | 0      | 4     |
| 3    | Austria        | 2   | 1     | 1      | 4     |
| 4    | RFA            | 1   | 1     | 1      | 3     |
| 5    | Francia        | 1   | 0     | 2      | 3     |
| 6    | RDA            | 0   | 2     | 0      | 2     |
| 7    | Yugoslavia     | 0   | 0     | 1      | 1     |
|      | TOTAL          | 8   | 8     | 8      | 24    |